# Shopping
Shopping bruges om den handling at gå på indkøb med den hensigt at finde og købe noget, man har lyst til at eje, som modsætning til den bevidste forbruger, der leder efter en vare, vedkommende har brug for. Det er altså en handling, som kun giver mening i et samfund, hvor der er mennesker, som lever i overflod. Shopping bruges som en fritidsaktivitet.
Shopping bruges af nogle mennesker bevidst eller ubevidst mentalt, idet det at besidde noget nyt og attråværdigt kan have en midlertidig dæmpende virkning på depressive tilstande.
I takt med udbredelsen af internettet er online shopping blev en stor kunkurrent til detailindustriens fysiske butikker.